# Aleucanitis mesoleuca
Aleucanitis mesoleuca är en fjärilsart som beskrevs av Walker 1869. Aleucanitis mesoleuca ingår i släktet Aleucanitis och familjen nattflyn. Inga underarter finns listade i Catalogue of Life.